# Toray Pan Pacific Open 2000
Il Toray Pan Pacific Open 2000 è stato un torneo di tennis giocato sul cemento indoor.
È stata la 25ª edizione del Toray Pan Pacific Open, che fa parte della categoria Tier I nell'ambito del WTA Tour 2000.
Si è giocato al Tokyo Metropolitan Gymnasium di Tokyo, in Giappone, dal 29 gennaio al 6 febbraio 2000.

## Campionesse

### Singolare
Martina Hingis ha battuto in finale  Sandrine Testud con il punteggio di 6–3, 7–5

### Doppio
Martina Hingis /  Mary Pierce  hanno battuto in finale  Alexandra Fusai /  Nathalie Tauziat con il punteggio di 6–4, 6–1